# The Mule (película de 2014)
The Mule es una película de 2014 dirigida por Tony Mahony y Angus Sampson. Fue estrenada directamente a iTunes y otros lugares en Australia, Estados Unidos, Canadá y Nueva Zelanda el 21 de noviembre de 2014.

## Sinopsis
En 1983, un hombre con narcóticos letales escondidos en su estómago es detenido por la policía australiana. Solo y con miedo, "la Mula" hace una elección desesperante; contener la evidencia... literalmente. Y al hacerlo se convierte en una bomba de tiempo, con lo que atrae a policías y criminales en su escapada imposible.

## Elenco
- Hugo Weaving como Tom Croft.
- Angus Sampson como Ray Jenkins.
- Leigh Whannell como Gavin.
- Ewen Leslie como Paris.
- Georgina Haig como Jasmine Griffiths.
- John Noble como Pat Shepherd.
- Geoff Morrell como John.
- Noni Hazlehurst como Judy Jenkins.

## Recepción
Tiene un 85% en Rotten Tomatoes basado en 26 críticas, con un puntaje de 6.7/10.